# 紐亞河
紐亞河是俄羅斯的河流，位於薩哈共和國境內，屬於勒拿河的左支流，河道全長798公里，流域面積38,100平方公里，河流在10月中至5月結冰。